# Espresso
Espresso (エスプレッソ) は任天堂の家庭用ゲーム機Wii Uに使用されている32bit CPUのコードネーム。IBMによって設計された。45nmSOIプロセスによって製造されている。Espressoチップはルネサスによって製造されたマルチチップモジュール上に、AMDのGPUと共に載っている。2011年6月のE3 2011で発表され、2012年11月に発売された。

## 設計

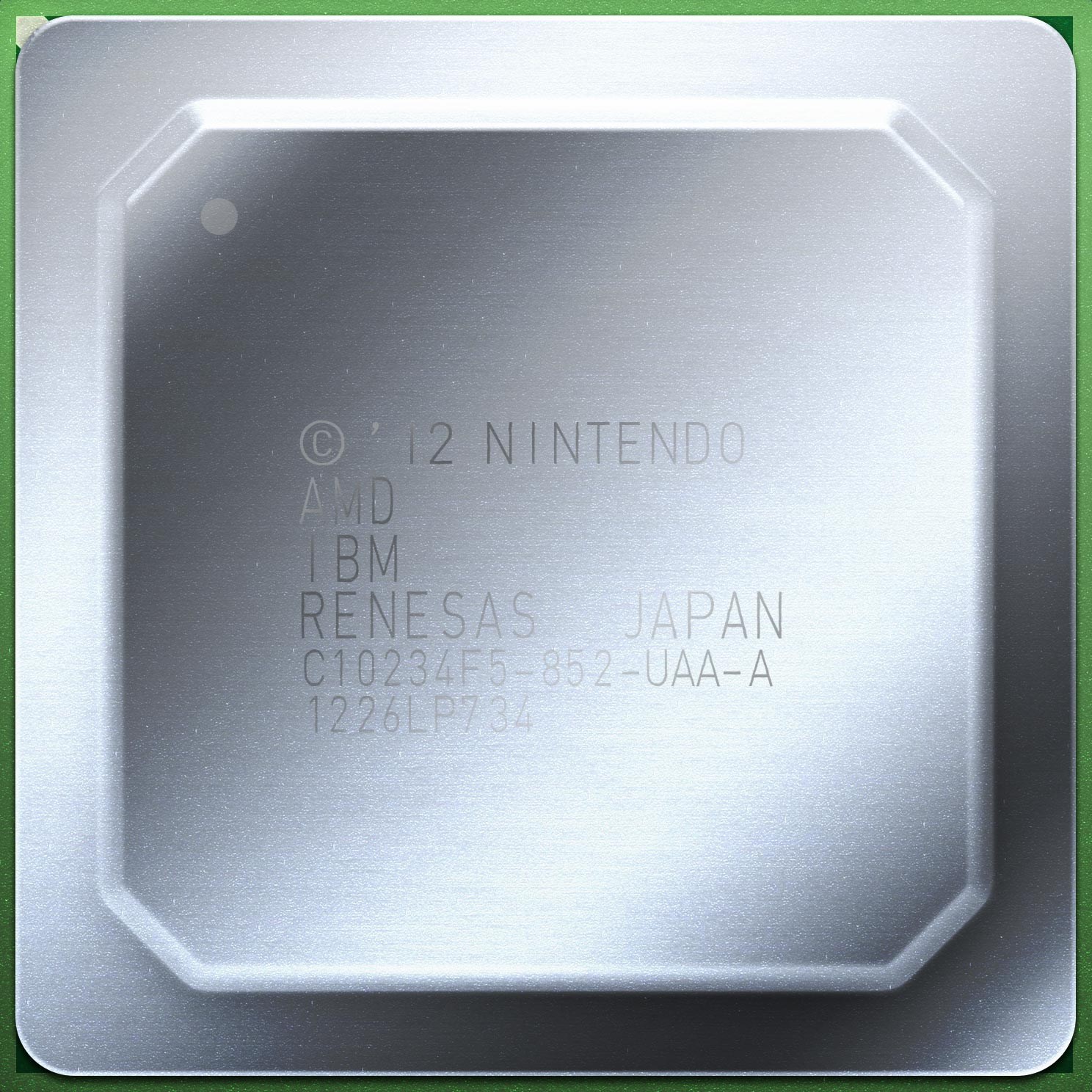
ヒートスプレッダ付きWii Uマルチチップモジュールのイラスト。任天堂によって設計され、そのコンポーネントがAMD、IBM、ルネサスによって作られており、2012年の第26週に日本で製造されたことが、マーキングされている。

IBMと任天堂はEspressoが、消費電力低減と処理速度向上のため単一チップ上に3つのコアを持つPowerアーキテクチャのマイクロプロセッサであると明らかにした。Espresso CPUとGPUは、複雑さの低減、チップ間通信の高速化、消費電力低減、コストと基板上スペースの削減のため、マルチチップモジュールとして単一の基板上に配置されている。二つのチップはルネサスによって、マルチチップモジュールに日本国内で組み立てられる。Espressoチップそのものは、ニューヨーク州East FishkillにあるIBMの300mmウェハ工場で45nmSOI技術で製造される。チップにはCPUキャッシュ用として、製造時にeDRAMが埋め込まれている。
その後、任天堂によっては確認されていないが、ハッカーや分解を試みた者、非公式の情報提供者によって名前や大きさ、速度など、Espressoについての詳細情報が明らかにされた。マイクロアーキテクチャは先代のBroadwayとGekko、すなわちPower PC 750ベースのプロセッサにかなり似ているが、CPUキャッシュがより大きく、高速なものになり、マルチプロセッサ対応となった。
Wii UのCPUつまるところのEspressoは、IBMのサーバ向けハイエンドCPU POWER7から派生したとの噂があったが、嘘であったことがわかった。EspressoはeDRAMやPowerアーキテクチャなど、いくつかの技術をPOWER7と共有しているが、これは表面的な類似点に過ぎない。

## 仕様
- Power PCベースのコアによるアウトオブオーダー実行
- 45nmプロセス技術(ダイサイズ: 4.74 mm × 5.85 mm = 27.73 mm2)
- IBM SOI技術
- Broadway[※ 2]およびGekko[※ 3]プロセッサとの後方互換性

以下の仕様は、任天堂及びIBM双方が公式に認めるものではない。これらの情報は、marcanの別名を持つハッカーHector Martinによるリバースエンジニアリングによって得られた。
- Broadwayベースのコア・アーキテクチャ[14]
- 1.243125 GHz
- 3つの物理コア
- MESI及びMERSIをサポートする対称型マルチプロセッシング[15]
- スーパースカラ並列処理により、1コアあたり毎クロック4命令の実行が可能。
- 32bit 整数ユニット
- 64-bit 浮動小数点ユニット (または 32bit SIMD×2 , often found under the denomination "paired singles"[訳語疑問点])
- 特異な構成による合計3MBのL2キャッシュ[16]
  - コア0: 512 KB, コア1: 2 MB, コア2: 512 KB
- 4～6ステージのパイプライン
- 1つのコアあたり6つの実行ユニット(合計18ユニット)